# Episodi di Being Human (serie televisiva 2009) (quinta stagione)
La quinta ed ultima stagione della serie televisiva Being Human è stata trasmessa nel Regno Unito sul canale BBC Three dal 3 febbraio al 10 marzo 2013.
In Italia è andata in onda su Rai 4, in anteprima assoluta italiana, dal 13 al 20 febbraio 2014.  
| nº | Titolo originale            | Titolo italiano                      | Prima TV Regno Unito | Prima TV Italia  |
| -- | --------------------------- | ------------------------------------ | -------------------- | ---------------- |
| 1  | The Trinity                 | Il diavolo è tornato                 | 3 febbraio 2013      | 13 febbraio 2014 |
| 2  | Sticks and Rope             | Con le corde e con i bastoni         | 10 febbraio 2013     | 14 febbraio 2014 |
| 3  | Pie and Prejudice           | Torte e pregiudizio                  | 17 febbraio 2013     | 17 febbraio 2014 |
| 4  | The Greater Good            | Umane abitudini                      | 24 febbraio 2013     | 18 febbraio 2014 |
| 5  | No Care, All Responsibility | Nessuna premura, solo responsabilità | 3 marzo 2013         | 19 febbraio 2014 |
| 6  | The Last Broadcast          | Fine delle trasmissioni              | 10 marzo 2013        | 20 febbraio 2014 |

## Il diavolo è tornato
- Titolo originale: The Trinity
- Diretto da: Philip John
- Scritto da: Toby Whithouse

### Trama
Alex cerca di ambientarsi nella sua nuova vita dopo la morte come fantasma, al fianco del licantropo Tom e del vampiro Hal. Quest'ultimo teme di non riuscire a resistere al desiderio di sangue, e così decide di farsi legare a una sedia, inchiodata al pavimento, finché non capirà di aver ripreso il controllo di sé. Le cose si complicheranno al ritorno del signor Rook, l'ombrosa figura a capo del dipartimento governativo segreto che gestisce i casi e le entità sovrannaturali e protegge il mondo da essi.
Essendo stati licenziati dal locale dove lavoravano, Hal e Tom cercano un nuovo impiego al Barry Grand Hotel, che tra gli ospiti vanta l'astioso pensionato chiamato Capitano Hatch (interpretato da Phil Davis), il quale, sotto la pelle di decrepito vecchietto, nasconde l'anima del Diavolo, minaccia non solo per il trio protagonista, ma per il mondo intero.

## Con le corde e con i bastoni
- Titolo originale: Sticks and Rope
- Diretto da: Philip John
- Scritto da: Daragh Carville

### Trama
Alex scopre di non essere l'unico fantasma a infestare Honolulu Heights, trova infatti il fantasma di un bambino di classe aristocratica di nome Oliver (interpretato da Ben Greaves-Neal); il quale nasconde un terribile segreto. Nel frattempo nell'albergo, Tom e Hal si competono il titolo di "Miglior impiegato del mese", prendendo molto sul serio la competizione; con grande gioia del Capitano Hatch, che si nutre dell'energia sprigionata dal confronto tra lupi mannari e vampiri. Invece nell'archivio segreto, il signor Rook sta progettando un terrificante piano per salvare il dipartimento, servendosi di Crumb, un giovane vampiro creato accidentalmente da Hal. Alex rischia di essere rapita dai leggendari "Uomini con bastoni e corde", comparsi all'improvviso all'Honolulu Heights: Oliver interverrà per salvarla?

## Torte e pregiudizio
- Titolo originale: Pie and Prejudice
- Diretto da: Philip John
- Scritto da: Jamie Mathieson

### Trama
Quando Tom incontra il personaggio televisivo "di successo" Larry Chrysler, rimane affascinato dal suo stile di vita, e decide di imparare da lui come poter fare successo, eleggendolo proprio mentore. Ma è veramente Larry la persona a cui ispirarsi? Intanto Hal porta avanti ormai da duecento anni una farsa con Lady Mary (interpretata da Amanda Hale), una ragazza che pensa di essere stata la sua ultima vittima. Incuriosita da questa amica di Hal, anch'essa fantasma, Alex segue Hal e si fa presentare, le due passeranno del tempo insieme, in cui verrà fuori la vera personalità di Mary, Alex ne rimarrà preoccupata, scoprendo di avere molte cose in comune con lei.

## Umane abitudini
- Titolo originale: The Greater Good
- Diretto da: Daniel O'Hara
- Scritto da: John Jackson

### Trama
Crumb si è dato agli omicidi per ottenere del sangue, in compagnia di un nuovo amico, ex collega del signor Rook, trasformato in vampiro. Rook si rivolge ad Hal per risolvere il problema, e Hal non può rifiutarsi: egli deve all'agente molti favori. Ma non è l'unica cosa richiesta: Rook vuole che i tre protagonisti badino a Bobby(interpretato da Ricky Grover), un lupo mannaro rimasto sotto la custodia del dipartimento segreto e che, adesso che è stato chiuso, non ha più una casa. Il compito ricade su Tom, il quale decide di occuparsene offrendogli un lavoro all'hotel e riportandolo nel mondo dal quale per anni Bobby si era nascosto.

## Nessuna premura, solo responsabilità
- Titolo originale: No Care, All Responsibility
- Diretto da: Daniel O'Hara
- Scritto da: Sarah Dollard

### Trama
Tom si innamora di una ragazza che compare all'improvviso davanti all'albergo, inseguita e in cerca di aiuto, di nome Natasha. Tom la nasconde e in seguito decide anche di assumerla. Natasha però viene a conoscenza della vera natura di Hal; decide di aiutarlo a controllare il suo desiderio di sangue e impedire che uccida degli innocenti, ma non è per gentilezza che lo fa, sotto la questione si nasconde un altro dei loschi piani del signor Rook. Nel frattempo Alex capisce che vi è qualcosa di sospetto nel Capitano Hatch, ospite dell'albergo. Ma più a fondo lei investiga, e più mette in pericolo la sua incolumità.

## Fine delle trasmissioni
- Titolo originale: The Last Broadcast
- Diretto da: Daniel O'Hara
- Scritto da: Toby Whithouse

### Trama
Il Diavolo mette in atto il suo piano di "risorgere" e separa Hal (il quale cede nuovamente al proprio lato oscuro), Alex (che viene imprigionata nella sua bara accanto al proprio cadavere) e Tom (assetato di vendetta dopo la morte di Natasha). I tre tuttavia riescono a riunirsi e, nonostante le spaccature fra di loro, decidono di provare ad affrontare il nemico servendosi del piano di Hal, col quale in passato il Diavolo venne indebolito. Il piano consiste nel miscelare sangue di vampiro e di licantropo, questo deve poi essere ingerito da un fantasma, conseguenza negativa però, l'incantesimo causerà la definitiva morte delle tre creature coinvolte. Il trio si prepara al sacrificio affrontando il Diavolo, che decide di separarli creando per loro delle realtà alternative in cui soddisfare i più reconditi desideri: Hal si ritrova al tempo della sua trasformazione in vampiro, cercando di essere persuaso di non farsi trasformare e morire in modo da evitare tutte le sue vittime future; Tom si ritrova libero dalla maledizione del lincantropo in un tranquillo quadretto familiare con Alison (la ragazza licantropo di cui si era innamorato nella quarta stagione); mentre Alex ha la possibilità di non andare all'appuntamento con Hal che causò la sua morte. Il gruppo rifiuta le lusinghe del Diavolo in nome di un bene superiore (in particolare Hal fa presente al nemico che l'errore delle sue illusioni consiste nel non averli tenuti tutti e tre insieme, per loro infatti il nucleo che si erano costruiti è la vera felicità) e compiono il rito, grazie anche all'intervento di Rook, col quale finalmente il Diavolo viene sconfitto. I tre protagonisti non muoiono, ma si ritrovano nuovamente umani: le loro maledizioni, essendo di origine diabolica, sono scomparse alla sua sconfitta.